# S
S, s (эс) — 19-я буква базового латинского алфавита. В большинстве языков произносится как с, реже - как з; в некоторых языках может произноситься как ш, не произноситься и т. д. Итальянское и испанское название - "эссе".  
До начала XIX века существовала альтернативная форма этой буквы — ſ, называвшаяся «длинная s» или «срединная s» и употреблявшаяся в начале и середине слова (при наборе текста готическим шрифтом использование «длинной s» является обязательным и сегодня). Иногда «длинная s» выглядела как маленький знак интеграла (который от неё и произошёл). Современная форма s (называвшаяся «короткая s» или «конечная s») употреблялась только в конце слов. От этого различия отказались, поскольку ſ была похожа на f. Лигатура ſs (или ſz) стала буквой ß в немецком языке.
Происходит от греческой буквы сигма (Σ).

## Значения
- В МФА обозначает глухой альвеолярный сибилянт.
- В географии и синоптике S означает юг (англ. south, нем. Süd, Süden).
- В информатике:
  - Существует язык программирования S.
  - <s> — тег HTML для перечёркнутого текста.
  - В приложениях Windows Ctrl-S обычно сохраняет файл. В Mac OS то же делает Command-S.
  - В MS DOS и Windows при выводе на консоль Ctrl-S означает «пауза», Ctrl-Q — «конец паузы».
  - В UNIX Ctrl-S обычно означает поиск по контексту (англ. Search).
- Как первая буква почтового кода S означает Саскачеван (англ. Saskatchewan) в Канаде и Шеффилд (англ. Sheffield) в Англии.
- В фотографии некоторые камеры используют S для обозначения режима, в котором фотограф выставляет выдержку, а камера автоматически определяет диафрагму. Этот режим называется англ. shutter priority mode.
- В англоязычных календарях S означает субботу (англ. Saturday) и воскресенье (англ. Sunday), а также сентябрь (англ. September). Иногда воскресенье обозначается через U, чтобы не спутать с субботой.
- В некоторых странах оценка S обозначает удовлетворительно (англ. satisfactory grade).
- В экономике S означает предложение (англ. supply) и резервы (англ. savings).
- В финансах S — код акций Sprint Nextel Corporation.
- В науке:
  - В международных обозначениях системы СИ S означает сименс (нем. Siemens, фр. , англ. siemens), единицу электрической проводимости, а s — секунду (лат. secunda divisio, фр. seconde, англ. second).
  - В математике:
    - {\displaystyle \mathbb {S} } означает седенион.
    - Sn — симметрическая группа n-го порядка.
    - Буквой S часто обозначают площадь (фр. surface).
    - Буквой S часто обозначают сумму (лат. summa). Отсюда и знак интеграла, произошедший от «длинного s».

  - В физике:
    - Буквой s (лат. spatium) иногда обозначают расстояние (путь), положение или смещение.
    - Буквой S обозначают энтропию.
    - Буквой S обозначают действие.
    - Буквой S или s обозначают спин.
    - Буквой s или S (от англ. sharp — резкий) обозначают квантовое состояние с нулевым орбитальным моментом импульса или частицы, находящиеся в таком состоянии, например, s-электроны.
    - В ультрацентрифугировании буквой S обозначают сведберг (швед. , англ. svedberg) — единицу отношения скорости оседания к ускорению на центрифугах. 1 сведберг = 10−13 секунды.

  - В биохимии S обозначает аминокислоту серин.
  - В химии S (лат. Sulphur, Sulfur) обозначает серу.
- В музыке служит для сокращенного обозначения многих слов, как то: итал. segno, sinistro, solo, subito, sul (напр., s. ponticello, D. C. al S. или M. S.). В старинных сочинениях, напр. в X веке у Хукбальда, S. служило для обозначения полутона (лат. semitonium). S. S. обозначает «senza sordini», S. t. — «senza tempo». Также буква S обозначает субдоминанту.
- От латинской буквы S происходит символ доллара $.

| Название по-русски: Эс. Код НАТО: Sierra (/siˈerɑ/, [сьерра]). Азбука Морзе: ··· |                   |                                     |        |
| \| ○ \| ● \| \| ● \| ○ \| \| ● \| ○ \| Шрифт Брайля                              | Семафорная азбука | Флаги международного свода сигналов | Амслен |
| ○                                                                                | ●                 |                                     |        |
| ●                                                                                | ○                 |                                     |        |
| ●                                                                                | ○                 |                                     |        |